# Adolfo Ocampo
Adolfo Ocampo Vargas (Amazonas, 11 de agosto de 1942) es un abogado y político peruano. Fue alcalde del distrito de San Juan de Miraflores durante cinco periodos.

## Biografía
Nació en el distrito de San Nicolás, ubicado en la provincia de Rodríguez de Mendoza del departamento de Amazonas, el 11 de agosto de 1942.
Realizó sus estudios primarios y secundarios en el Colegio Seminario Chachapoyas. Ingresó a la facultad de Derecho en la Universidad Nacional Mayor de San Marcos donde llegó a concluir sus estudios de abogado en 1970.

## Carrera política
Se inició en la política como miembro de Izquierda Unida y su primera participación electoral fue en las elecciones municipales de 1980 como candidato a la alcaldía del distrito de San Juan de Miraflores, sin embargo, no resultó elegido.

### Alcalde de San Juan de Miraflores
En las elecciones municipales de 1983, postuló nuevamente por Izquierda Unida y logró resultar elegido como alcalde del distrito de San Juan de Miraflores para el periodo 1984-1986. Postuló a la reelección y fue reelegido para el periodo 1987-1989.
Intentó una segunda reelección en las elecciones municipales de 1989 por el Acuerdo Socialista de Izquierda liderado por Enrique Bernales, sin embargo, no tuvo éxito y de igual manera en su candidatura a la Cámara de Diputados por Izquierda Socialista.
Adolfo Ocampo terminó alejándose de Izquierda Unida y ya para las elecciones municipales de 1995 se apuntó a la coalición fujimorista Cambio 90 - Nueva Mayoría y postuló nuevamente a la alcaldía de San Juan de Miraflores resultando elegido para el periodo municipal 1996-1998. Fue reelegido por Vamos Vecino para el periodo 1999-2002. Sin embargo, a mediados del 2001, fue cesado del cargo por vacancia dictaminada por el Jurado Nacional de Elecciones debido al haber accedido a un préstamo al Banco Santander Central Hispano por S/. 2 millones, poniendo como garantía al programa Vaso de Leche y Foncomun.
Volvió a la actividad política en las elecciones del 2006, postulando por quinta vez a la alcaldía del mismo distrito, esta vez por el partido Avanza País. Pero fue derrotado en esta contienda electoral por Edilberto Quispe de Unidad Nacional
Nuevamente, candidateó a la alcaldía en las elecciones municipales del 2010, ahora por el partido Cambio Radical del excongresista José Barba Caballero. Ocampo salió vencedor con el 27,7% de los votos para el periodo municipal 2011-2014.
En octubre del 2014, Ocampo fue destituido del cargo por un alquiler irregular al hijo de su exjefe de campaña, y fue reemplazado por Néstor Pilco.
En las elecciones municipales del 2014, postuló nuevamente a la alcaldía como miembro de Perú Patria Segura y de igual manera en las elecciones del 2018, pero no logró ganar en ambas ocasiones.
Para las elecciones municipales del 2022, se afilió al partido Somos Perú y postuló nuevamente a la alcaldía de San Juan de Miraflores, sin embargo, su candidatura fue declarada improcedente.